# Список потерь ВВС Израиля в Шестидневной войне
В данном списке перечислены самолёты ВВС Израиля, потерянные в ходе Шестидневной войны войны (1967 г.). Приведены только безвозвратные потери (то есть летательные аппараты, которые были полностью уничтожены или списаны из-за невозможности ремонта). Список составлен по данным открытых источников и в целом претендует на полноту, хотя отсутствие подробной информации не позволяет определить статус нескольких предположительных потерь.
Согласно израильским данным, потери составили 46 самолётов (20 — в первый день), 28 погибших и 13 пленных летчиков.

## Потери

### 5 июня
- 5 июня 1967 —— «Мираж» IIICJ (борт. номер 02). Сбит системой ПВО Сирии. Пилот погиб.
- 5 июня 1967 —— «Мираж» IIICJ (борт. номер 16). Сбит системой ПВО Сирии. Пилот спасён.
- 5 июня 1967 —— «Мираж» IIICJ (борт. номер 42). Столкнулся с обломками сбитого истребителя МиГ-21 САВВС. Пилот спасён.
- 5 июня 1967 —— «Вотур» IIA (борт. номер 07). Сбит зенитным огнём над Египтом. Пилот попал в плен.
- 5 июня 1967 —— «Супер Мистэр» B2 (борт. номер 40). Столкнулся с землёй во время боя на малой высоте с истребителем МиГ-21 ВВС Египта. Пилот погиб.
- 5 июня 1967 —— «Супер Мистэр» B2. Столкнулся с землёй во время боя на малой высоте с истребителями ВВС Египта. Пилот погиб.
- 5 июня 1967 —— «Супер Мистэр» B2 (борт. номер 05). Сбит зенитным огнём над Египтом. Пилот погиб.
- 5 июня 1967 —— «Супер Мистэр» B2. Сбит истребителем МиГ-19 САВВС. Пилот погиб при пленении.
- 5 июня 1967 —— «Мистэр» IV (борт. номер 94). Сбит истребителем «Хантер» Королевских ВВС Иордании (пилотировавшимся лётчиком ВВС Пакистана). Пилот погиб.
- 5 июня 1967 —— «Мистэр» IV (борт. номер 83). Сбит над Сирией зенитным огнём или истребителем МиГ-21. Пилот попал в плен.
- 5 июня 1967 —— «Мистэр» IV (борт. номер 46). Сбит зенитным огнём над Сирией. Пилот погиб.
- 5 июня 1967 —— «Мистэр» IV (борт. номер 69). Сбит истребителем МиГ-21 ВВС Египта. Пилот попал в плен.
- 5 июня 1967 —— «Ураган» (борт. номер 12). Сбит в результате инцидента «дружественного огня» израильским ЗРК «Хок». Пилот погиб.
- 5 июня 1967 —— «Ураган». Сбит зенитным огнём над Египтом. Пилот погиб.
- 5 июня 1967 —— «Ураган». Сбит зенитным огнём над Египтом. Пилот попал в плен.
- 5 июня 1967 —— «Ураган». Сбит зенитным огнём над Египтом. Пилот погиб.
- 5 июня 1967 —— «Ураган» (борт. номер 96). Сбит зенитным огнём над Египтом. Пилот спасён.
- 5 июня 1967 —— «Мажистер». Сбит зенитным огнём над Египтом. Пилот погиб.
- 5 июня 1967 —— «Мажистер». Сбит зенитным огнём над Египтом. Пилот погиб.
- 5 июня 1967 —— «Мажистер» (борт. номер 108). Сбит зенитным огнём над Египтом. Пилот погиб.
- 5 июня 1967 —— «Мажистер». Сбит зенитным огнём над Иорданией. Пилот погиб при пленении.
- 5 июня 1967 —— «Супер Каб». Уничтожен на земле истребителями «Хантер» Королевских ВВС Иордании.
- 5 июня 1967 —— «Супер Каб». Уничтожен на земле истребителями «Хантер» Королевских ВВС Иордании.
- 5 июня 1967 ——«Норатлас». Уничтожен на земле истребителями «Хантер» Королевских ВВС Иордании.
- 5 июня 1967 ——«Мажистер». Уничтожен на земле арабскими истребителями[3].
- 5 июня 1967 ——«Мажистер». Уничтожен на земле арабскими истребителями[3].
- 5 июня 1967 ——«Мажистер». Уничтожен на земле арабскими истребителями[3].

### 6 июня
- 6 июня 1967 —— «Вотур» IIA (борт. номер 08). Сбит зенитным огнём над Сирией. Пилот спасён.
- 6 июня 1967 —— «Супер Мистэр» B2. Сбит над Египтом зенитным огнём или истребителем Су-7. Пилот спасён.
- 6 июня 1967 —— «Супер Мистэр» B2. Сбит зенитным огнём над Египтом. Пилот попал в плен.
- 6 июня 1967 —— «Ураган» (борт. номер 76). Сбит зенитным огнём над Египтом. Пилот спасён.
- 6 июня 1967 —— «Мажистер». Сбит зенитным огнём над Иорданией. Пилот погиб.

### 7 июня
- 7 июня 1967 —— «Мираж» IIICJ (борт. номер 60). Сбит истребителем «Хантер» ВВС Ирака. Пилот попал в плен.
- 7 июня 1967 —— «Мираж» IIICJ (борт. номер 84). Сбит зенитным огнём над Египтом. Пилот погиб.
- 7 июня 1967 —— «Вотур» IIA (борт. номер 14). Сбит истребителем «Хантер» ВВС Ирака (пилотировавшимся лётчиком ВВС Пакистана). Пилот попал в плен.
- 7 июня 1967 —— «Вотур» IIN (борт. номер 65). Сбит истребителем «Хантер» ВВС Ирака (пилотировавшимся лётчиком ВВС Пакистана). Оба члена экипажа погибли.
- 7 июня 1967 —— «Супер Мистэр» B2. Сбит истребителем МиГ-17 ВВС Египта. Пилот спасён.
- 7 июня 1967 —— «Мистэр» IV (борт. номер 63). Сбит зенитным огнём над Египтом. Пилот спасён.
- 7 июня 1967 —— «Мистэр» IV (борт. номер 14). Сбит зенитным огнём над Сирией. Пилот спасён.
- 7 июня 1967 —— «Ураган». Сбит иорданским зенитным огнём или истребителем «Хантер» ВВС Ирака. Информация о судьбе пилота отсутствует.

### 8 июня
- 8 июня 1967 —— «Мираж» IIICJ (борт. номер 06). Сбит истребителем МиГ-21 ВВС Египта. Пилот погиб.
- 8 июня 1967 —— «Мираж» IIICJ (борт. номер 09). Упал из-за израсходования топлива после боя с истребителем МиГ-21 ВВС Египта. Пилот спасён.
- 8 июня 1967 —— «Мистэр» IV. Сбит истребителем МиГ-17 ВВС Египта. Информация о судьбе пилота отсутствует.
- 8 июня 1967 —— «Ураган» (борт. номер 78). Сбит зенитным огнём над Иорданией. Пилот спасён.
- 8 июня 1967 —— «Ураган». Сбит зенитным огнём над Сирией. Пилот погиб.

### 9 июня
- 9 июня 1967 —— «Супер Мистэр» B2 (борт. номер 32). Сбит зенитным огнём над Сирией. Пилот погиб.
- 9 июня 1967 —— «Ураган» (борт. номер 93). Сбит зенитным огнём над Сирией. Пилот спасён.
- 9 июня 1967 —— «Мажистер». Сбит зенитным огнём над Сирией. Пилот погиб.

### 10 июня
- 10 июня 1967 —— «Мираж» IIICJ. Сбит зенитным огнём над Сирией. Пилот спасён.
- 10 июня 1967 —— «Супер Мистэр» B2. Сбит зенитным огнём над Сирией. Пилот погиб.

## Общая статистика
По состоянию на 16 июля 2025 года в списке перечислены следующие потери:
| Тип                 | #  |
| Мираж III           | 8  |
| Вотур II            | 4  |
| Супер Мистэр        | 9  |
| Мистэр              | 7  |
| Ураган              | 10 |
| Мажистер            | 9  |
| Супер Каб           | 2  |
| Норатлас            | 1  |
| Итого: 50 самолётов |    |

Эти данные, возможно, не являются полными и могут меняться по мере дополнения списка.